# Vignettes de danse
Vignettes de danse is een compositie van Frank Bridge.

## Vignettes de Marseille
In 1925 componeerde Bridge een vierdelige suite voor piano Vignettes de Marseille. Hij schreef het werk naar aanleiding van een verblijf met zijn geldschieter Elizabeth Sprague Coolidge aan de kusten van de Middellandse Zee. Het werk bestond uit vier delen:
1. Carmelita
2. Nicolette
3. Zoraida
4. En fête.

Het werk met impressies van het zuiden van Frankrijk in en om Marseille moest tot 12 maart 1978 wachten op een eerste uitvoering tijdens een radio-uitzending.

## Vignettes de danse
In 1936 werd Bridge getroffen door een hartinfarct en moest het rustiger aan doen. Niet alleen het infarct, maar ook een beslissing van de British Broadcasting Corporation, remde hem af in publiek optreden. Hij dirigeerde nog weleens werken voor de BBC, maar Adrian Boult en zijn muziekstaf vonden het te riskant om Bridge langer als dirigent te gebruiken. Toch werd aan Bridge gevraagd om een werk in het genre lichte muziek te componeren. De muziekuitgeverij Boosey & Hawkes wilden een boekwerk uitgeven met licht muziek. Het zou er (toen) niet van komen. Bridge maakte een nieuwe suite met orkestraties van
1. Nicolette
2. Zoraida
3. Carmelita

Het zou pas in 1988 uitgegeven worden.

### Orkestratie
- 1 dwarsfluit ook piccolo,1 hobo, 2 klarinetten, 1 fagot
- 2 hoorns, 2 trompetten, 1 trombone
- pauken, percussie bestaande uit bekkens, triangel, kleine trom, grote trom, castagnetten en tamboerijn, 1 harp
- violen, altviolen, celli, contrabassen

## Discografie
- Uitgave Chandos: BBC National Orchestra of Wales o.l.v. Richard Hickox, een opname van 2002 (orkestversie)
- Uitgave SOMM; Mark Ebbington (pianoversie)
- Uitgave Continuum; Peter Jacobs (pianoversie)